# 稲永スポーツセンター
稲永スポーツセンター（いなえスポーツセンター、Inae Sports Center）は、愛知県名古屋市港区野跡の稲永公園内にある体育館。

## 概要
稲永公園の北側にあり、同公園内には名古屋市港サッカー場、野球場（6面）、テニスコート（16面）などのスポーツ施設がある。名古屋市内のスポーツ施設では珍しい軽食堂もある（レストラン金城）。
伊勢湾奥部の庄内川の河口に近く、体育館自体が藤前干潟鳥獣保護区庄内川河口干潟に面しているため、付近には名古屋市野鳥観察館や稲永ビジターセンター（藤前干潟の学習施設）などがある。
ちなみに、名古屋臨海高速鉄道あおなみ線 稲永駅は「いなえい」と読むが、本体育館や稲永公園は「いなえ」と読む。
また、最寄駅も稲永駅ではなく野跡駅である。
Bリーグのファイティングイーグルス名古屋が2023-24シーズンより事実上の準本拠地としている。
2025年4月より翌年4月まで、2026年アジア競技大会に伴う改修工事が予定されている。

## 歴史
- 1989年（平成元年）7月11日 - 開館[2]。

## 施設
- 第1競技場 - 床面積：1,650 m2[2]
  - 固定観覧席：2,232席[2]
  - 移動観覧席：1,200席[2]
  - 障害者席：9席[2]
- 第2競技場 - 床面積：770 m2[2]
- 軽運動室 - 床面積：353 m2[2]
- 弓道練習場 - 近的（28 m）：6人立[2]
- トレーニング室 - 床面積：427 m2[2]

## アクセス

### 鉄道
- 名古屋臨海高速鉄道あおなみ線 野跡駅下車、徒歩で約10分[3]。

### バス
- 名古屋市営バス「稲永スポーツセンター」停留所下車、徒歩ですぐ[3]。
- 名古屋市営バス「野跡小学校」停留所下車、徒歩で約5分[3]。

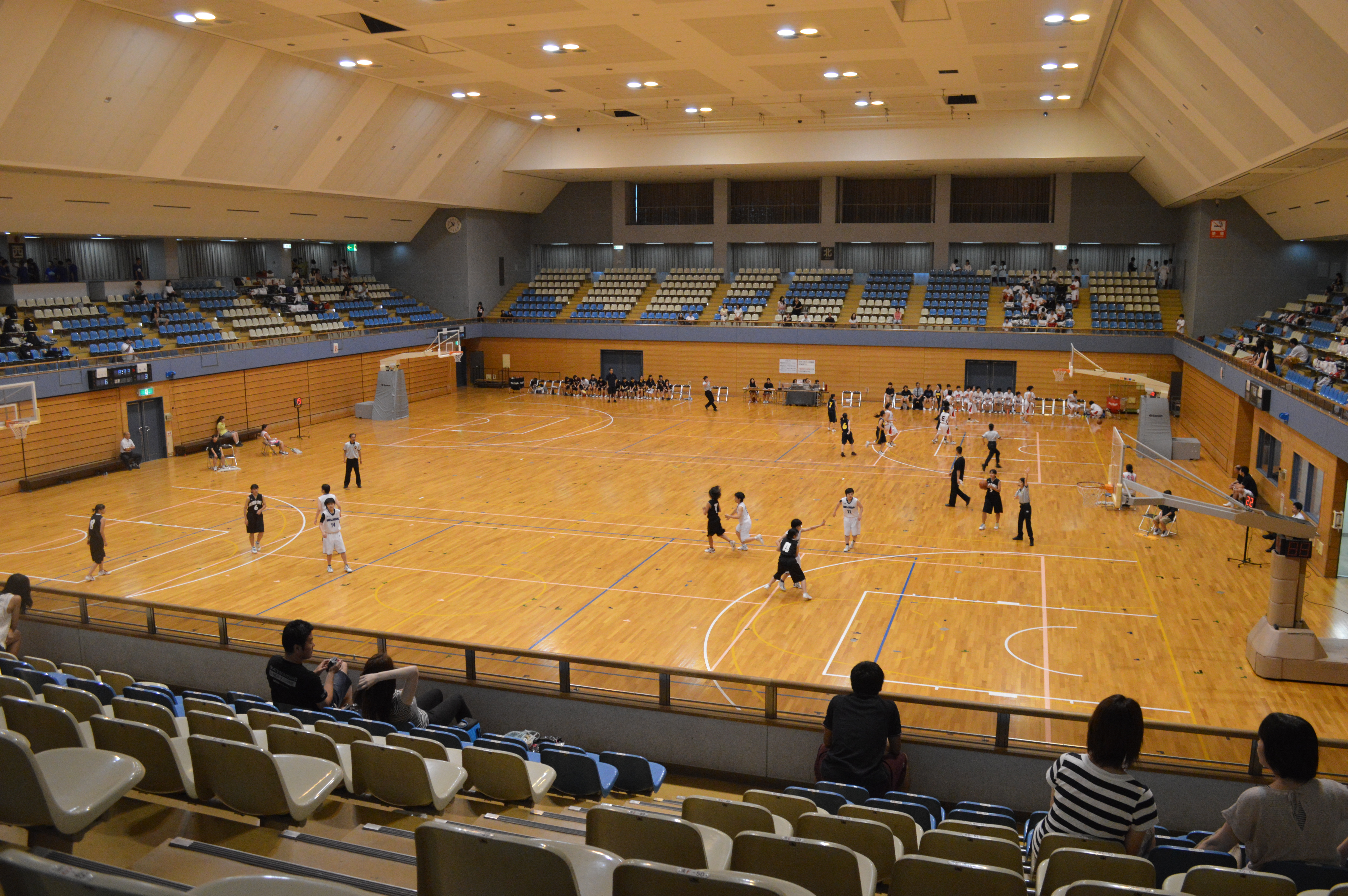
内観
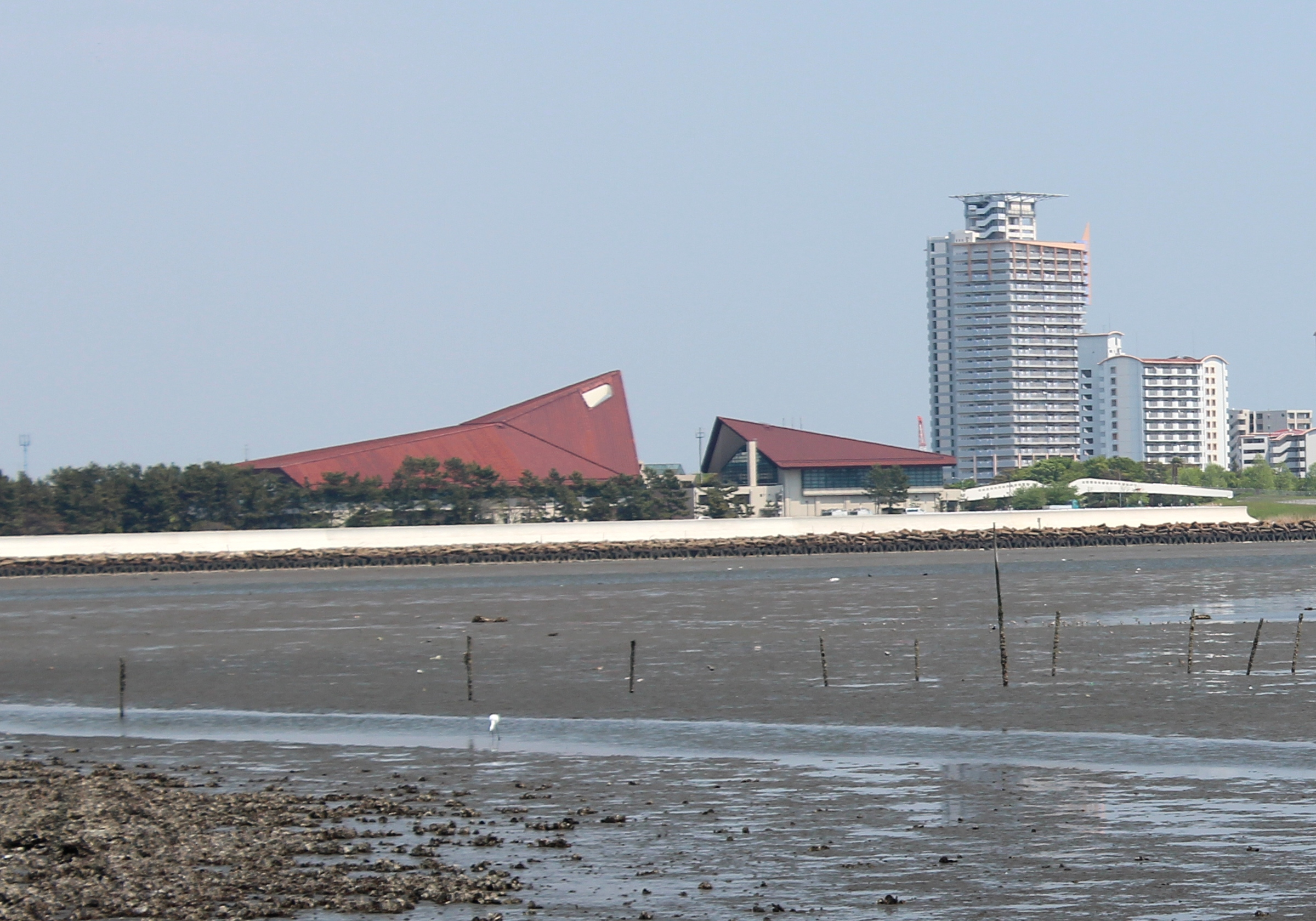
西側の藤前干潟から望む稲永スポーツセンター